# Station Tasikmalaya

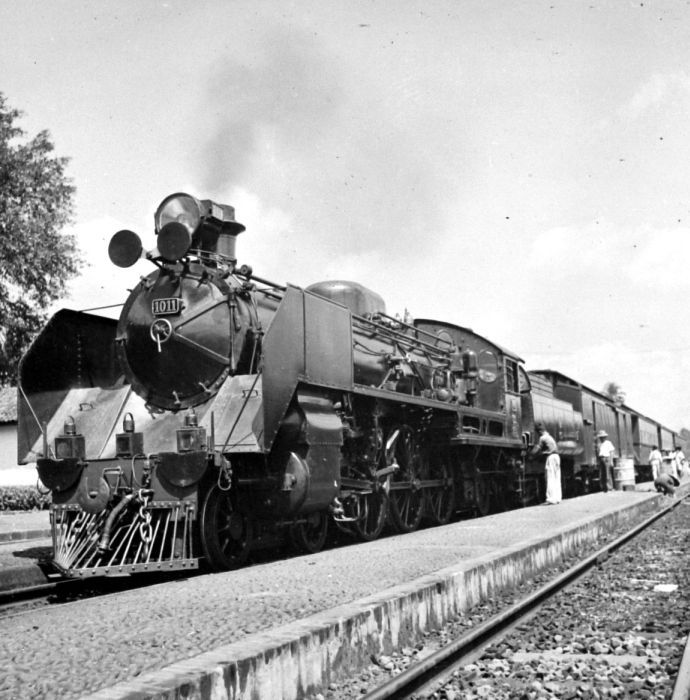
Locomotief en trein naar Solo op het station in Tasikmalaja, West-Java (1938).

Tasikmalaya is een spoorwegstation in Tasikmalaya in de Indonesische provincie West-Java.

## Bestemmingen
Eksekutif en Bisnis:
- Argo Wilis: naar Station Bandung en Station Surabaya Gubeng
- Turangga: naar Station Bandung en Station Surabaya Gubeng
- Lodaya ('s ochtend en 's nachts): naar Station Bandung en Station Solo Balapan
- Mutiara Selatan: naar Station Bandung en Station Surabaya Gubeng
- Malabar: naar Station Bandung en Station Malang

Ekonomi
- Pasundan: naar Station Kiaracondong en Station Surabaya Gubeng
- Serayu: naar Station Jakarta Kota en Station Kroya
- Kutojaya Selatan: naar Station Kiaracondong en Station Kutoarjo
- Kahuripan: naar Station Padalarang en Station Kediri